# Vízemelő kerék

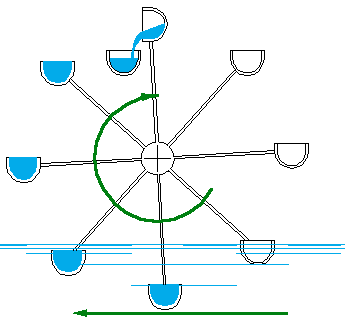
Folyó vizével hajtott vízemelő kerék vázlatos működése (felül egy nem ábrázolt billentő szerkezet borítja ki a vizet)

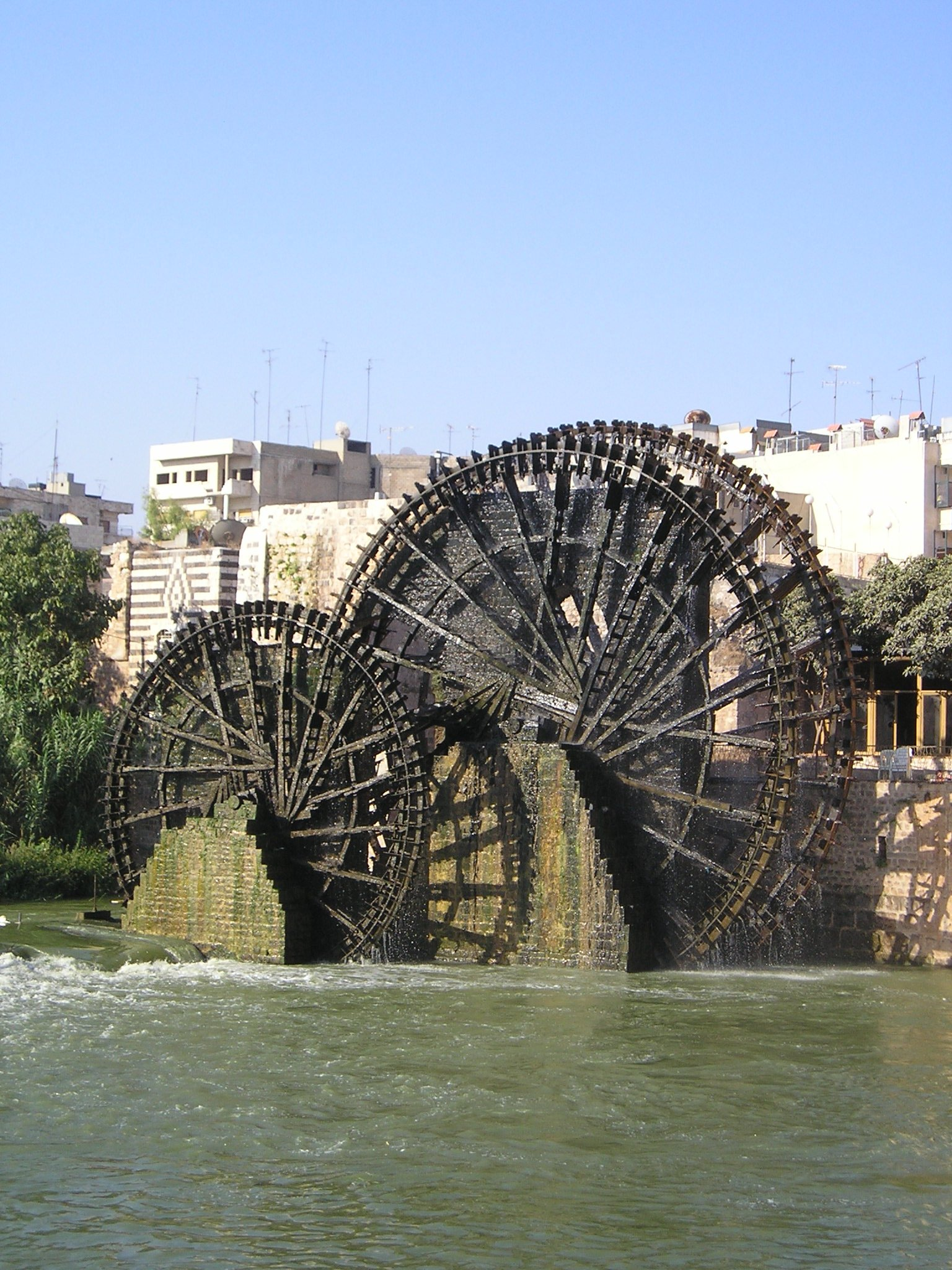
Régi építésű vízemelő kerék a mai Szíriában (Hama)

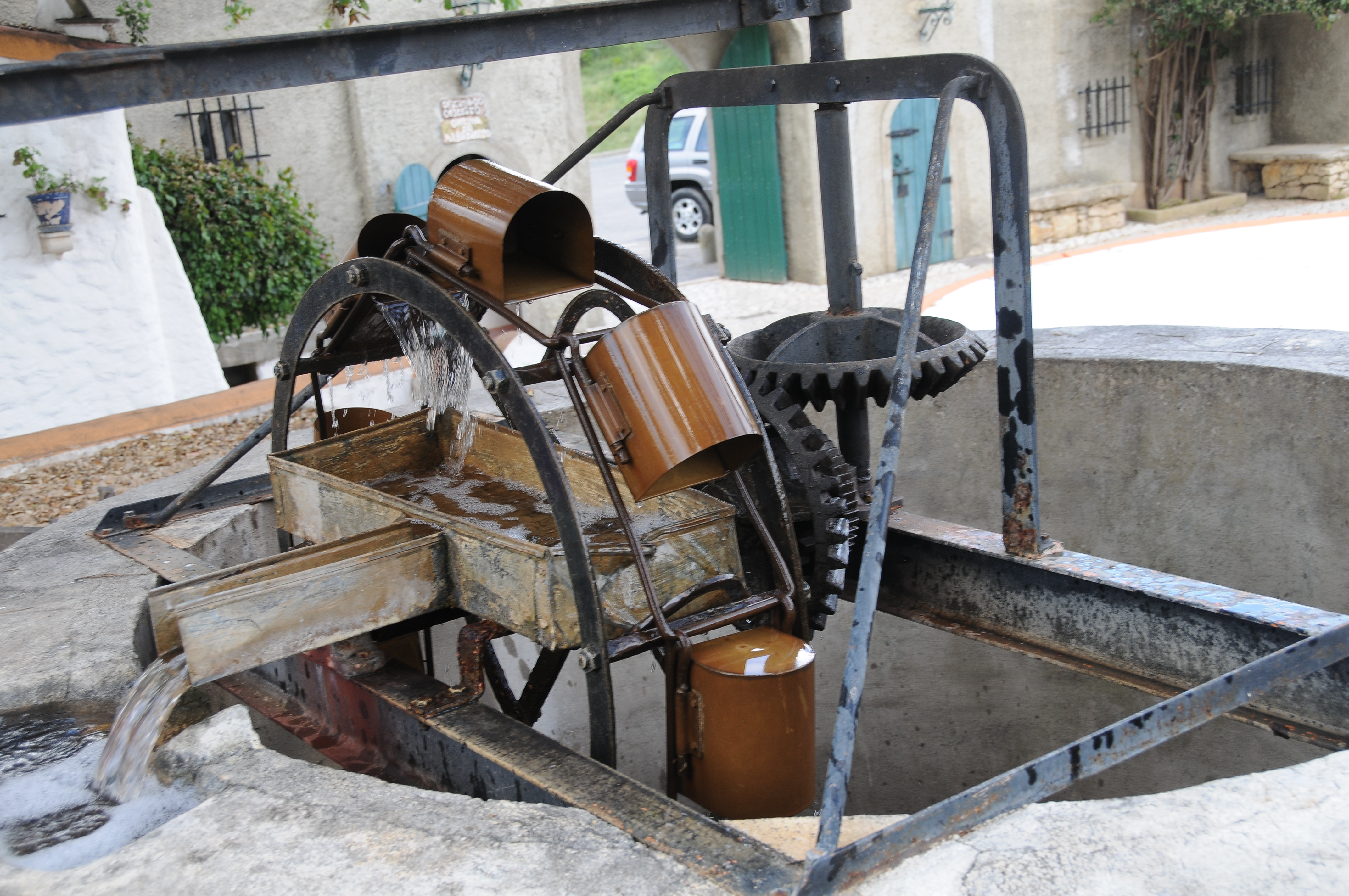
Modern, géppel hajtott vízemelő kerék (Portugália)

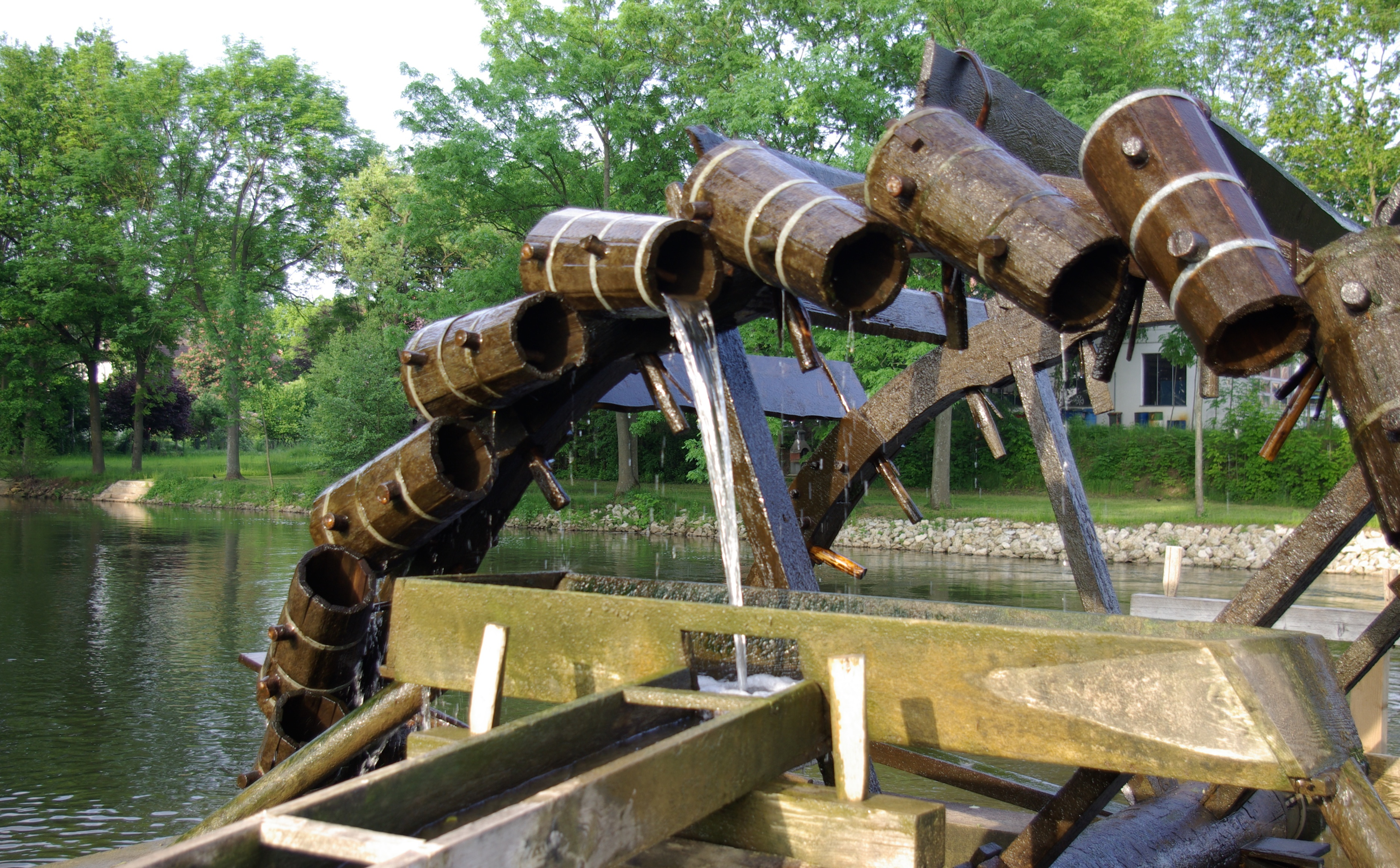
Ma is működő vízemelő kerék (Erlangen, Németország)

A vízemelő kerék (nemzetközi neve: nória) folyóvíz mellett használt, víz emelésére alkalmazott kerék. Főleg az ókorban használták, de egyes példányai napjainkban is működnek.

## Elnevezése
A spanyol noria szóból származik, aminek eredete az arab ناعورة, nā‘ūra, jelentése: „horkoló”, ami a szerkezet által keltett zajra utal.

## Működése
Egyszerű formája egy keréken valósítja meg a vízenergia hasznosítását és a vízemelést. A kerék mentén elhelyezett vödrök vagy mélyedések alulról vizet emelnek fel, amit feljebb medencébe vagy csővezetékbe ürítenek. Legtöbbször öntözésre használják az így nyert vizet. A kereket állati erővel vagy széllel hajtják meg, de a folyó erejét is használhatják. A kerék átmérője az ókorban elérte a 12 métert, a középkorban a 20 métert is (ekkora a legnagyobb vízemelő kerék, ami a szíriai Hamában van, és napjainkban is üzemel).
Összetett formájában többféle vízemelési módszert alkalmaz, mint például vízkerék hajtású mechanizmussal hajtott labdás-láncos, vagy ejtett golyós szivattyú, mint amilyen Esztergomban volt.

## Története
A vízszintes tengelyű vízkerék első leírása Vitruvius római építésztől származik az i. e. 1. századból.
A folyóvíz által hajtott kereket eleinte a vízimalmok használták gabona őrlésére, illetve kovácsműhelyek a tűz fújtatására, később alakult ki a víz átemelésére alkalmazott funkciója.
A 18. század végén indult ipari forradalom során kifejlesztett gőzgép megjelenéséig a víz által hajtott kerék volt az ipar fő energiaforrása (csak a szélmalom jelentett konkurenciát számára). A korai amerikai, iparral foglalkozó városok emiatt többnyire folyó mellett jöttek létre.
Gilgames korában, mikor Urukban uralkodott, Babilonban és Urukban is alkalmazták a vízemelőt.

## Szakirodalom
- Donners, K.; Waelkens, M. & Deckers, J. (2002), "Water Mills in the Area of Sagalassos: A Disappearing Ancient Technology", Anatolian Studies (British Institute at Ankara) 52:  1–17, DOI 10.2307/3643076

- Oleson, John Peter (1984), Greek and Roman Mechanical Water-Lifting Devices: The History of a Technology, University of Toronto Press, ISBN 90-277-1693-5

- Oleson, John Peter (2000), "Water-Lifting", in Wikander, Örjan, Handbook of Ancient Water Technology, vol. 2, Technology and Change in History, Leiden: Brill, pp. 217–302